# Polyporus biskeletalis
Polyporus biskeletalis är en svampart som beskrevs av Corner 1984. Polyporus biskeletalis ingår i släktet Polyporus och familjen Polyporaceae.   Inga underarter finns listade i Catalogue of Life.